# Liste der Monuments historiques in Villeneuve-d’Ascq
Die Liste der Monuments historiques in Villeneuve-d’Ascq führt die Monuments historiques in der französischen Gemeinde Villeneuve-d’Ascq auf.

## Liste der Bauwerke
| Bezeichnung                                                                  | Beschreibung              | Standort                         | Kennzeichnung | Schutzstatus   | Datum | Bild           |
| ---------------------------------------------------------------------------- | ------------------------- | -------------------------------- | ------------- | -------------- | ----- | -------------- |
| Karmel                                                                       |                           | 99, 99B, 101, rue Masséna (Lage) | PA59000082    | Inscrit        | 2001  |                |
| Schloss Flers                                                                |                           | (Lage)                           | PA00107880    | Inscrit        | 1951  | weitere Bilder |
| Kirche St-Pierre                                                             |                           | (Lage)                           | PA00107879    | Classé Inscrit | 1977  | weitere Bilder |
| LaM – Lille Métropole, musée d’art moderne, d’art contemporain et d’art brut |                           | 63, rue Saint-Michel (Lage)      | PA59000064    | Inscrit        | 2000  |                |
| Maison d’Haussy                                                              |                           | 30, avenue de Flandre (Lage)     | PA59000121    | Inscrit        | 2006  |                |
| Motte Quiquempois                                                            |                           | Le Canteleux (Lage)              | PA00107882    | Classé         | 1978  | weitere Bilder |
| Petit pavillon d’Annapes                                                     |                           | Parc du Héron (Lage)             | PA00107883    | Inscrit        | 1951  | weitere Bilder |
| Taubenhaus von Schloss Le Sart                                               |                           | 15, rue Jean-Jaurès (Lage)       | PA00107884    | Inscrit        | 1988  | weitere Bilder |
| Villa Gabrielle                                                              | Erbaut im 18. Jahrhundert | (Lage)                           | PA00107881    | Inscrit        | 1986  | weitere Bilder |

## Liste der Objekte

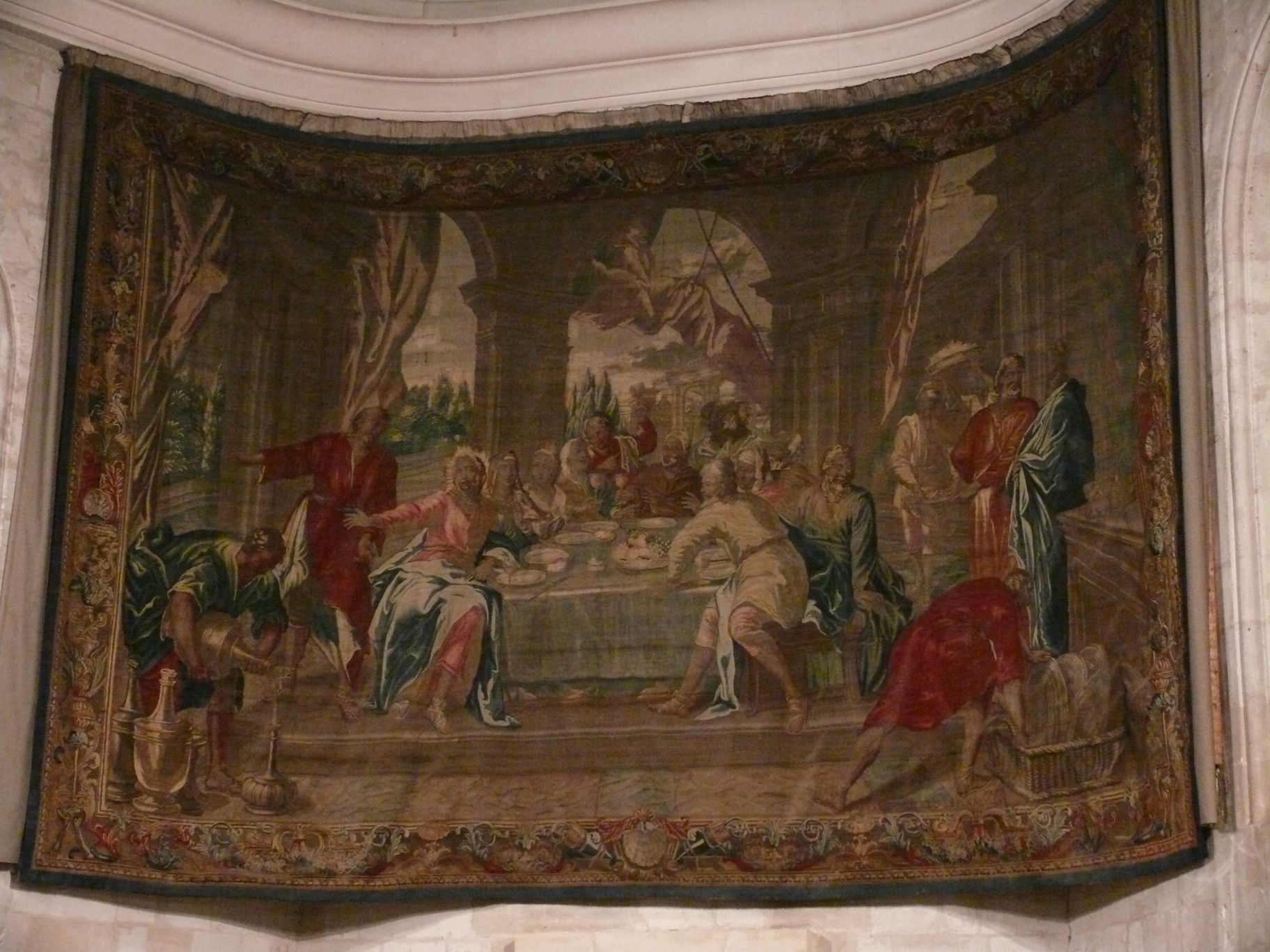
Wandteppich Hochzeit zu Kana

- Monuments historiques (Objekte) in Villeneuve-d’Ascq in der Base Palissy des französischen Kultusministeriums

Siehe auch: Wandteppich Hochzeit zu Kana in der Kirche St-Pierre in Ascq